# Bộ Chính trị Ban Chấp hành Trung ương Đảng Xã hội chủ nghĩa thống nhất Đức khóa VI (1963–1967)
Bộ Chính trị Ban Chấp hành Trung ương Đảng Xã hội Chủ nghĩa thống nhất Đức khóa VI (1963-1967) được bầu tại Hội nghị Trung ương lần thứ nhất của Ban chấp hành Trung ương Đảng Xã hội Chủ nghĩa thống nhất Đức khóa VI được tổ chức ngày 21/1/1963.

## Ủy viên chính thức
| STT | Họ tên                         | Chức vụ đảm nhiệm | Chức vụ đảm nhiệm | Ghi chú                  |
| STT | Họ tên                         | Chức vụ | Nhiệm kỳ          | Ghi chú                  |
| --- | ------------------------------ | --- | ----------------- | ------------------------ |
| 1   | Friedrich Ebert (1894-1979)    | Thị trưởng Thành phố Đông Berlin | 1/1963-4/1967     |                          |
| 2   | Otto Grotewohl (1894-1964)     | Ủy viên Hội đồng Quốc phòng; Chủ tịch Hội đồng Bộ trưởng | 1/1963-9/1964     | Mất khi đang tại nhiệm   |
| 3   | Paul Fröhlich (1913-1970)      | Bí thư thứ nhất Tỉnh ủy Leipzig | 1/1963-4/1967     |                          |
| 4   | Kurt Hager (1912-1998)         | Bí thư Trung ương Đảng phụ trách Khoa học, Văn hóa, Giáo dục | 1/1963-4/1967     |                          |
| 5   | Erich Honecker (1912-1994)     | Ủy viên Hội đồng Quốc phòng; Bí thư Trung ương Đảng phụ trách an ninh | 1/1963-4/1967     |                          |
| 6   | Bruno Leuschner (1910-1965)    | Ủy viên Hội đồng Quốc phòng; Phó Chủ tịch Hội đồng Bộ trưởng; Đại diện Cộng hòa Dân chủ Đức tại Hội đồng Tương trợ kinh tế                                                  | 1/1963-2/1965     | Mất khi đang tại nhiệm   |
| 7   | Hermann Matern (1893-1971)     | Ủy viên Hội đồng Quốc phòng; Chủ tịch Ủy ban Kiểm tra Trung ương Đảng; Phó Chủ tịch Hội nghị Nhân dân (Volkskammer)                                                         | 1/1963-4/1967     |                          |
| 8   | Herbert Warnke (1902-1975)     | Chủ tịch Liên hiệp Công đoàn Đức Tự do | 1/1963-4/1967     |                          |
| 9   | Erich Mückenberger (1910-1998) | Bí thư thứ nhất Tỉnh ủy Frankfurt | 1/1963-4/1967     |                          |
| 10  | Alfred Neumann (1909-2001)     | Ủy viên Hội đồng Quốc phòng; Chủ tịch Hội đồng Kinh tế Quốc gia | 1/1963-4/1967     |                          |
| 11  | Albert Norden (1904-1982)      | Bí thư Trung ương Đảng về kích động và Quốc tế | 1/1963-4/1967     |                          |
| 12  | Willi Stoph (1910-1999)        | Ủy viên Hội đồng Quốc phòng; Phó Chủ tịch Hội đồng Bộ trưởng;Ủy viên điều phối và kiểm soát thi hành quyết định Trung ương Đảng và Hội đồng Bộ trưởng trong bộ máy Nhà nước | 1/1963-9/1964     |                          |
| 12  | Willi Stoph (1910-1999)        | Ủy viên Hội đồng Quốc phòng; Chủ tịch Hội đồng Bộ trưởng | 9/1964-4/1967     |                          |
| 13  | Walter Ulbricht (1893-1973)    | Bí thư thứ nhất Trung ương Đảng; Chủ tịch Hội đồng Nhà nước; Chủ tịch Hội đồng Quốc phòng                                                                                   | 1/1963-4/1967     |                          |
| 14  | Paul Verner (1911-1986)        | Bí thư Trung ương Đảng phụ trách y tế; Bí thư thứ nhất Thành ủy Berlin | 1/1963-4/1967     |                          |
| 15  | Gerhard Grüneberg (1921-1981)  | Bí thư Trung ương Đảng | 9/1966-4/1967     | Bầu bổ sung tháng 9/1966 |
| 16  | Günter Mittag (1926-1994)      | Bí thư Trung ương Đảng | 9/1966-4/1967     | Bầu bổ sung tháng 9/1966 |

## Ủy viên dự khuyết
| STT | Họ tên                         | Chức vụ đảm nhiệm                                                                               | Chức vụ đảm nhiệm | Ghi chú                                   |
| STT | Họ tên                         | Chức vụ                                                                                         | Nhiệm kỳ          | Ghi chú                                   |
| --- | ------------------------------ | ----------------------------------------------------------------------------------------------- | ----------------- | ----------------------------------------- |
| 1   | Gerhard Grüneberg (1921-1981)  | Bí thư Trung ương Đảng                                                                          | 1/1963-9/1966     | Trở thành Ủy viên chính thức Bộ Chính trị |
| 2   | Erich Apel (1917-1965)         | Chủ tịch Ủy ban Kế hoạch Nhà nước                                                               | 1/1963-12/1965    |                                           |
| 3   | Hermann Axen (1916-1992)       | Tổng biên tập báo Neues Deutschland (nước Đức mới)                                              | 1/1963-2/1966     |                                           |
| 3   | Hermann Axen (1916-1992)       | Bí thư Trung ương Đảng                                                                          | 2/1966-4/1967     |                                           |
| 4   | Karl-Heinz Bartsch (1923-2003) | Chủ tịch Hội đồng Nông nghiệp thuộc Hội đồng Bộ trưởng                                          | 1/1963-2/1963     | Miễn nhiệm vì đã từng tham gia Waffen-SS  |
| 5   | Georg Ewald (1926-1973)        | Chủ tịch Hội đồng Nông nghiệp, Hội đồng Sản xuất Nông sản và Thực phẩm thuộc Hội đồng Bộ trưởng | 1/1963-4/1967     |                                           |
| 6   | Werner Jarowinsky (1927-1990)  | Bộ trưởng Bộ Thương mại và Cung ứng                                                             | 1/1963-10/1963    |                                           |
| 6   | Werner Jarowinsky (1927-1990)  | Bí thư Trung ương Đảng                                                                          | 11/1963-4/1967    |                                           |
| 7   | Günter Mittag (1926-1994)      | Bí thư Trung ương Đảng                                                                          | 1/1963-9/1966     | Trở thành Ủy viên chính thức Bộ Chính trị |
| 8   | Margarete Müller (1931-)       | Phụ trách lĩnh vực Nông nghiệp, Lâm nghiệp và sản xuất Thực phẩm                                | 1/1963-4/1967     | nữ                                        |
| 9   | Horst Sindermann (1915-1990)   | Bí thư thứ nhất Tỉnh ủy Halle                                                                   | 1/1963-4/1967     |                                           |